# Talal Al-Amer
Talal Ahmad Al Amer (22 de fevereiro de 1987) é um futebolista profissional kuwaitiano que atua como meia.

## Carreira
Talal Ahmad Al Amer representou a Seleção Kuwaitiana de Futebol na Copa da Ásia de 2015.